# 三宅充
三宅 充（みやけ みつる、1930年（昭和5年）5月24日 - 2020年（令和2年）4月20日）は、スポーツライター。雑誌『相撲』編集長。『大相撲』編集長。ペンネームは「斎藤太郎」。

## 来歴
現在の東京都豊島区に生まれる。東京都立第九中学校（現在の東京都立北園高等学校）卒。旧制浦和高等学校に入り、野球部に所属する。同校を1年で修了する。修了後の1951年にベースボール・マガジン社に入社、相撲、野球、陸上競技などを担当する。1952年4月に同社発行の雑誌『相撲』編集長に就任。同年7月には月刊『ベースボール・マガジン』編集長も兼務する。1953年12月に同社を退社。翌1954年に読売新聞社出版局に入る。その後、雑誌『大相撲』の編集に携わり、その一方、読売新聞のスポーツ欄の相撲記事、「砂かぶり」を担当した。1982年、『大相撲』編集長に就任。同誌編集長を1987年まで務めた。退職後はフリーの相撲ライターとなり、『大相撲』を始め、各相撲雑誌に寄稿した。晩年は『NHK G-Media 大相撲中継』で幕内取組の観戦記を担当。(株)デポルテ取締役編集委員を務めた。

## 著書
- 『大相撲大百科』勁文社、1976年
- 『大相撲全百科』（斎藤太郎名義）コロタン文庫小学館、1978年
- 『アッと驚く力士たち―相撲を楽しむウラ話130』（斎藤太郎名義）久保書店、1983年
- 『絵本 大相撲』アリス館、1985年
- 『大相撲なんでも七傑事典』講談社＋α文庫、1995年